# فرودگاه پوروویری میراژ
فرودگاه پوروویری میراژ (به انگلیسی: Pourvoirie Mirage Aerodrome) یک فرودگاه خصوصی است که یک باند فرود شن دارد و طول باند آن ۱٬۰۶۷ متر است. این فرودگاه در کشور کانادا قرار دارد و در ارتفاع ۴۱۴ متری از سطح دریا واقع شده است.